# Pohlia looseri
Pohlia looseri là một loài Rêu trong họ Bryaceae. Loài này được (Thér.) S. He miêu tả khoa học đầu tiên năm 1998.